# آنا ساموخینا
آنا ولادلنونا ساموخینا (روسی: Анна Владленовна Самохина؛ ‏ ۱۴ ژانویهٔ ۱۹۶۳ – ۸ فوریهٔ ۲۰۱۰) بازیگر اهل اتحاد جماهیر شوروی بود.
از فیلم‌ها یا مجموعه‌های تلویزیونی که وی در آن‌ها نقش داشته‌است، می‌توان به زندانی شتو دیف اشاره نمود.